# Ballistisk gel
Ballistisk gel är ett slags gelatin som har egenskaper liknande den mänskliga kroppen. Den används för bland annat testskjutning.
Man använder denna typ av gelatin för att undersöka hur en riktig människokropp skulle reagera på till exempel ett pistolskott eller annan skada. Detta eftersom gelens motståndskraft påminner mycket om vår egen kropp. Receptet är inte hemligt, utan finns att hämta på nätet. Det finns många varianter på ingredienser.